# Грімія Рамонда
Грімія Рамонда (Grimmia trichophylla) — вид мохів порядку гріміальних (Grimmiales).

## Поширення
Батьківщиною є Європа, Північна Америка, Азія.
Населяє від сухих до вологих кислі породи; на висотах 0–2000 м.

## Характеристика
Рослини в міцних, пухких, що легко розпадаються, ділянках, дистально коричнево-зелені, проксимально чорнуваті. Стебла 5–10 см. Листки в сухому стані нещільно притиснуті, у вологому стані розпушені, широкояйцевидно-ланцетні, звужені до гострої, злегка зубчастої верхівки, 2–3 × 0.4–0.6 мм, кілеві, краї загнуті з обох боків, остюки відсутні. Вид дводомний. Коробочкові ніжки в зрілості дугасті, у старості згинаються, 3–5 мм. Коробочка іноді присутня, від жовтувато-зеленого до жовтувато-коричневого кольору, складчаста, коли порожня.